# Cantone di Panazol
Il Cantone di Panazol è una divisione amministrativa dell'arrondissement di Limoges.
È stato costituito a seguito della riforma approvata con decreto del 20 febbraio 2014, che ha avuto attuazione dopo le elezioni dipartimentali del 2015.

## Composizione
Comprende i seguenti 2 comuni:
- Feytiat
- Panazol